# II CSIT World Sports Games
I II CSIT World Sports Games, organizzati dalla Confédération sportive internationale du travail (CSIT), si sono tenuti a Tallinn, in Estonia dal 1º all'8 luglio 2010.

## Discipline
- Atletica leggera
- Beach volley
- Calcio
- Judo
- Karate
- Lotta
- Nuoto
- Pallacanestro
- Pallavolo
- Pétanque
- Tennis
- Tennis tavolo

Inoltre, nel corso di tutte le giornate de programma verranno disputate gare per anziani (oltre i 55 anni).